# Andrea Schöpp
Andrea Schöpp (Garmisch-Partenkirchen, 27 febbraio 1965) è una giocatrice di curling tedesca.

## Biografia
Partecipò ai XVI Giochi olimpici invernali edizione disputata a Albertville (Francia) nel 1992, riuscendo ad ottenere la prima posizione nella squadra tedesca con le connazionali Stephanie Mayr, Monika Wagner, Sabine Huth e Christiane Scheibel. 
Nell'edizione la nazionale norvegese si classificò seconda, la canadese terza. La competizione ebbe lo status di sport dimostrativo.